# Guilherand-Granges
Pour les articles homonymes, voir Granges.
Guilherand-Granges [ɡijʁɑ̃ ɡʁɑ̃ʒ] est une commune française située dans le département de l'Ardèche en région Auvergne-Rhône-Alpes, juste à l'ouest de la ville de Valence, sur la rive droite du Rhône.
Autrefois située dans la province royale du Vivarais et adhérente à la communauté de communes Rhône-Crussol depuis 2014, cette petite ville est située à 1 km de Valence, chef-lieu de la Drôme dans la vallée du Rhône. La commune est actuellement la quatrième ville ardéchoise par le nombre d'habitants, après Annonay, Aubenas et Tournon-sur-Rhône.

## Géographie

### Localisation
Chef-lieu de canton (bureau centralisateur depuis la réforme de 2014) du département de l'Ardèche, la commune de Guilherand-Granges est située sur la rive droite du Rhône, face à Valence (préfecture de la Drôme), à 5 minutes du centre-ville.
| Saint-Péray | Saint-Péray        | Bourg-lès-Valence (Drôme) |
| Saint-Péray | Guilherand-Granges | Valence (Drôme)           |
| Toulaud     | Soyons             | Valence (Drôme)           |

### Géologie et relief
Le modeste massif de la montagne de Crussol qui domine l'ouest du territoire communal est constitué de couches géologiques d’origine sédimentaire superposées de façon très régulière et que l’on qualifie de série.
De par sa capacité à emmagasiner la chaleur, le calcaire permet l’implantation d’espèces végétales et animales méditerranéennes malgré la latitude assez élevée. La végétation est constituée pour moitié de pelouse sèche et pour l'autre moitié de chênaie verte, landes sur marnes, falaises, éboulis sur calcaire et même de chênaie pubescente en faible proportion.
C'est une petite montagne étirée sur trois kilomètres du nord au sud. Elle représente une ligne de crêtes assez régulière dont l’altitude passe progressivement de 306 à 406 mètres. Dans la direction est-ouest, elle apparaît d'abord comme un massif dissymétrique : vers l'est, une haute falaise calcaire, surplombant des éboulis, domine la région valentinoise, tandis que vers l'ouest, la pente s’abaisse moins brutalement jusqu'au Mialan, affluent du Rhône.

### Climat
Pour des articles plus généraux, voir Climat d'Auvergne-Rhône-Alpes et Climat de l'Ardèche.
En 2010, le climat de la commune est de type climat méditerranéen altéré, selon une étude du CNRS s'appuyant sur une série de données couvrant la période 1971-2000. En 2020, Météo-France publie une typologie des climats de la France métropolitaine dans laquelle la commune est dans une zone de transition entre le climat de montagne et le climat méditerranéen et est dans la région climatique Moyenne vallée du Rhône, caractérisée par un bon ensoleillement en été (fraction d’insolation > 60 %), une forte amplitude thermique annuelle (4 à 20 °C), un air sec en toutes saisons, orageux en été, des vents forts (mistral), une pluviométrie élevée en automne (250 à 300 mm).
Pour la période 1971-2000, la température annuelle moyenne est de 13 °C, avec une amplitude thermique annuelle de 18,1 °C. Le cumul annuel moyen de précipitations est de 843 mm, avec 7,1 jours de précipitations en janvier et 4,9 jours en juillet. Pour la période 1991-2020, la température moyenne annuelle observée sur la station météorologique de Météo-France la plus proche, « Étoile », sur la commune d'Étoile-sur-Rhône à 11 km à vol d'oiseau, est de 13,5 °C et le cumul annuel moyen de précipitations est de 904,5 mm,. Pour l'avenir, les paramètres climatiques de la commune estimés pour 2050 selon différents scénarios d'émission de gaz à effet de serre sont consultables sur un site dédié publié par Météo-France en novembre 2022.

### Hydrographie
Le territoire est bordé par le Rhône dans sa partie orientale et le bourg et par son affluent, le Mialan, dans sa partie septentrionale. Ce cours d'eau, d'une longueur de 19,9 km rejoint le fleuve en limite du territoire communal.

## Urbanisme

### Typologie
Au 1er janvier 2024, Guilherand-Granges est catégorisée grand centre urbain, selon la nouvelle grille communale de densité à 7 niveaux définie par l'Insee en 2022.
Elle appartient à l'unité urbaine de Valence, une agglomération inter-départementale dont elle est une commune de la banlieue,. Par ailleurs la commune fait partie de l'aire d'attraction de Valence, dont elle est une commune du pôle principal,. Cette aire, qui regroupe 71 communes, est catégorisée dans les aires de 200 000 à moins de 700 000 habitants,.

### Occupation des sols
L'occupation des sols de la commune, telle qu'elle ressort de la base de données européenne d’occupation biophysique des sols Corine Land Cover (CLC), est marquée par l'importance des territoires artificialisés (67,8 % en 2018), en augmentation par rapport à 1990 (48,7 %). La répartition détaillée en 2018 est la suivante : 
zones urbanisées (50,2 %), milieux à végétation arbustive et/ou herbacée (19,6 %), zones industrielles ou commerciales et réseaux de communication (17,6 %), eaux continentales (6,2 %), forêts (2,6 %), zones agricoles hétérogènes (2,1 %), cultures permanentes (1,6 %).
L'évolution de l’occupation des sols de la commune et de ses infrastructures peut être observée sur les différentes représentations cartographiques du territoire : la carte de Cassini (XVIIIe siècle), la carte d'état-major (1820-1866) et les cartes ou photos aériennes de l'IGN pour la période actuelle (1950 à aujourd'hui).

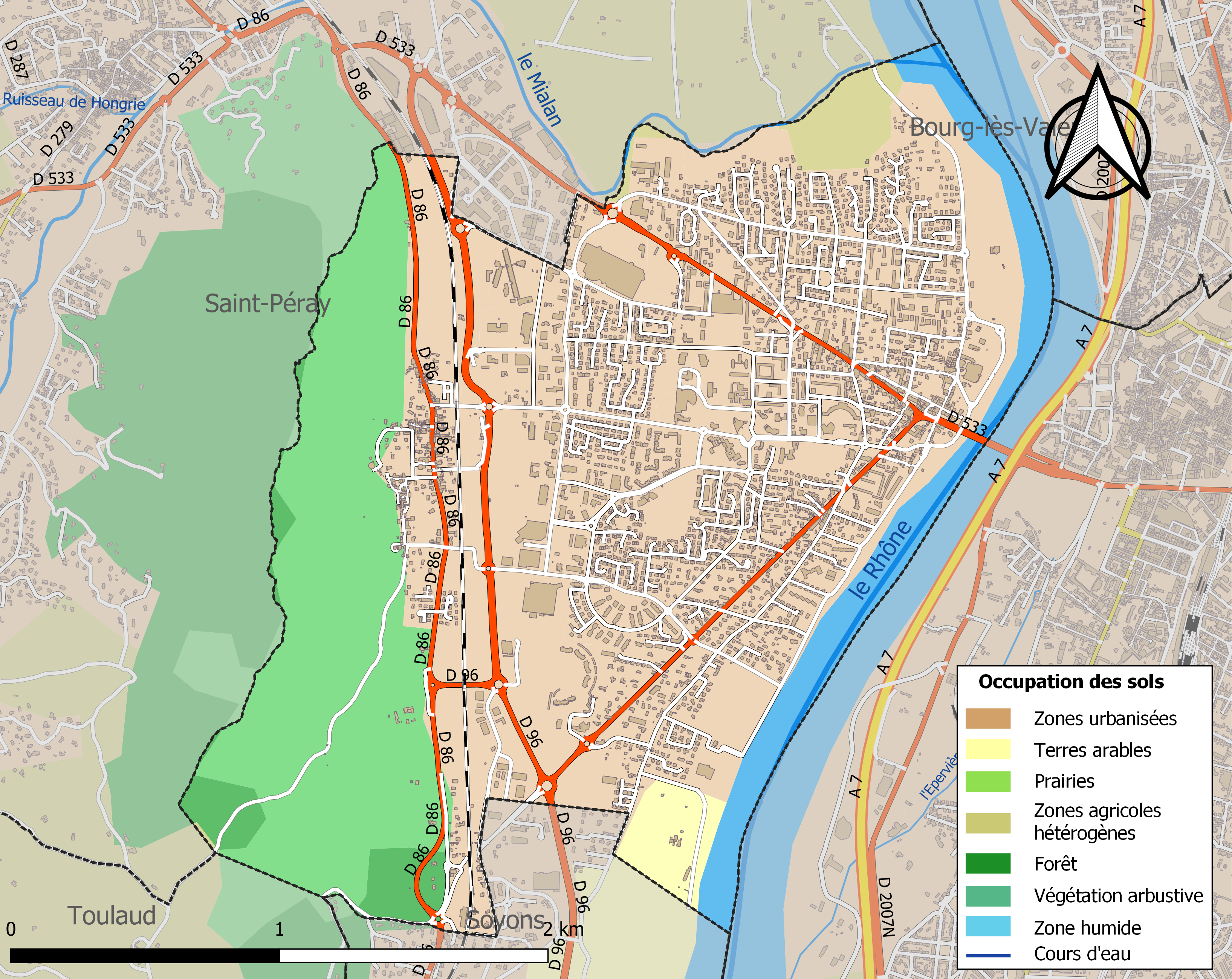
Carte des infrastructures et de l'occupation des sols de la commune en 2018 (CLC).

### Logement
En 2019, selon la Fédération nationale de l'immobilier, le nombre de logements est de 5 939 sur le territoire communal.

### Voies de communication et transports
Située sur le parcours de l'ancienne route nationale 86, déclassée en route départementale (RD86) et reliant historiquement Lyon à  Nîmes, la commune de Guilherand-Granges se trouve à 12 kilomètres de la gare de Valence-TGV et à 1,6 kilomètre de celle de Valence-Ville. On peut y accéder par l'autoroute A7.

#### Ponts

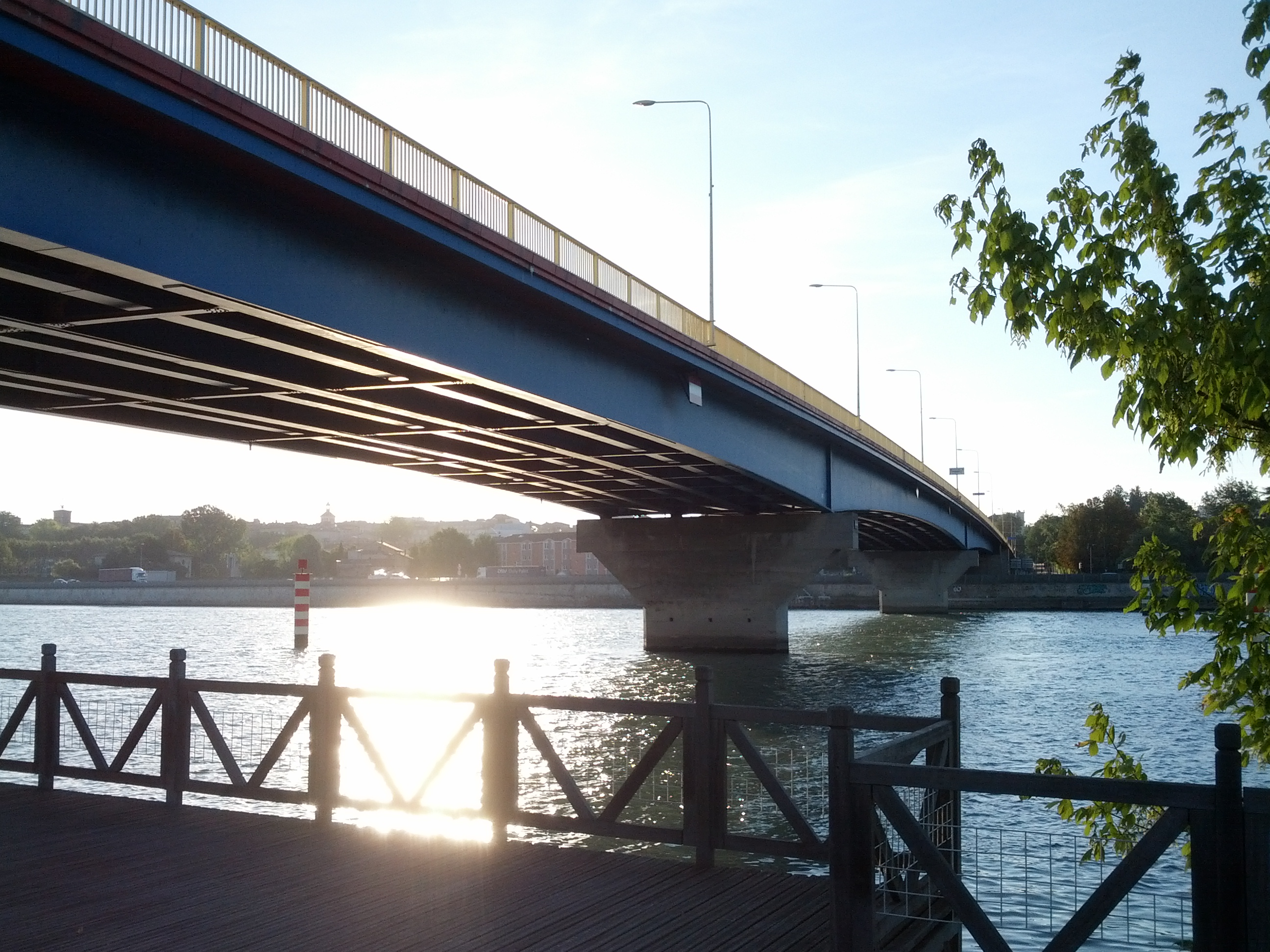
Pont Frédéric-Mistral.

Deux ponts relient les communes de Guilherand-Granges et Soyons à la ville de Valence.
- le pont Frédéric-Mistral achevé en 1967, est situé à l'est de la commune de Guilherand-Granges. Ce pont est toujours en service et mène directement au centre-ville de Valence ;
- le pont des Lônes inauguré le 18 décembre 2004, situé à l'extrémité sud de la commune de Guilherand-Granges, partagé avec la commune voisine de Soyons, est, enfin, le « deuxième pont », longtemps attendu pour atténuer les problèmes de circulation entre les deux rives du Rhône. Il permet une desserte des quartiers sud de Valence et offre un accès direct au périphérique valentinois.

Durant les longues périodes où aucun pont n'était disponible, un bac à traille permettait de traverser le Rhône. Sur le territoire de la commune de Guilherand-Granges, une ancienne pile utilisée par ce bac est encore dressée.

#### Voies ferroviaires
La commune est également traversée selon un axe nord-sud par la ligne de Givors-Canal à Grezan, aussi appelée « ligne de la rive droite du Rhône » dont le trafic voyageurs a été supprimé en 1973.

#### Transports en commun
Guilherand-Granges est desservie par le réseau de bus Citéa (lignes Cité 4, Cité 3, 13, 10 et 46) et par le réseau régional de cars de l'Ardèche, Le Sept (lignes 03, 03+ et 12) et les cars de la région Auvergne-Rhône-Alpes (ligne 73),,.

#### Autopartage
Guilherand-Granges dispose de la première voiture d'autopartage du département de l'Ardèche, mise à disposition par Citiz Alpes Loire,.

### Risques naturels et technologiques

#### Risques sismiques
L'ensemble du territoire de la commune de Guilherand-Granges est situé en zone de sismicité no 3 (sur une échelle de 1 à 5), comme la plupart des communes situées dans la vallée du Rhône et la Basse Ardèche, mais en limite orientale de la zone no 2 qui correspond au plateau ardéchois.
| Type de zone | Niveau            | Définitions (bâtiment à risque normal) |
| ------------ | ----------------- | -------------------------------------- |
| Zone 3       | Sismicité modérée | accélération = 1,1 m/s2                |

## Toponymie
D'après Albert Dauzat et Charles Rostaing, le nom Guilherand provient du nom d'homme germanique Williramn.
Grange, nom commun, « bâtiment destiné à abriter les récoltes », vient du latin populaire *granica dérivé de granum, « grain ».
Initialement, la commune s'appelait « Guilherand » et n'était composée que d'un village situé au pied de la colline de Crussol et d'un deuxième hameau « les Granges ». Le hameau des Granges, situé en bordure du Rhône au débouché du pont ouvert en 1830 menant à Valence, s'est développé au cours du XXe siècle jusqu'à devenir la partie plus peuplée de la commune.
Compte tenu de la proximité immédiate de Valence et de l'homonymie avec la commune de Granges-les-Beaumont proche de Romans, ce quartier a alors été nommé « Granges-lès-Valence » par la Poste, sans être jamais été appelé ainsi par les autres administrations.
À la suite de la demande du conseil municipal, un décret du 13 décembre 1991 a autorisé la commune de « Guilherand » à changer de nom pour s'appeler dorénavant « Guilherand-Granges » (JO du 19 décembre 1991).

## Histoire
Pour un article plus général, voir Histoire de l'Ardèche.

## Politique et administration

### Administration municipale
La ville de Guilherand-Granges est administrée par 33 élus et 140 agents communaux qui exercent tous une mission de service public.

### Liste des maires

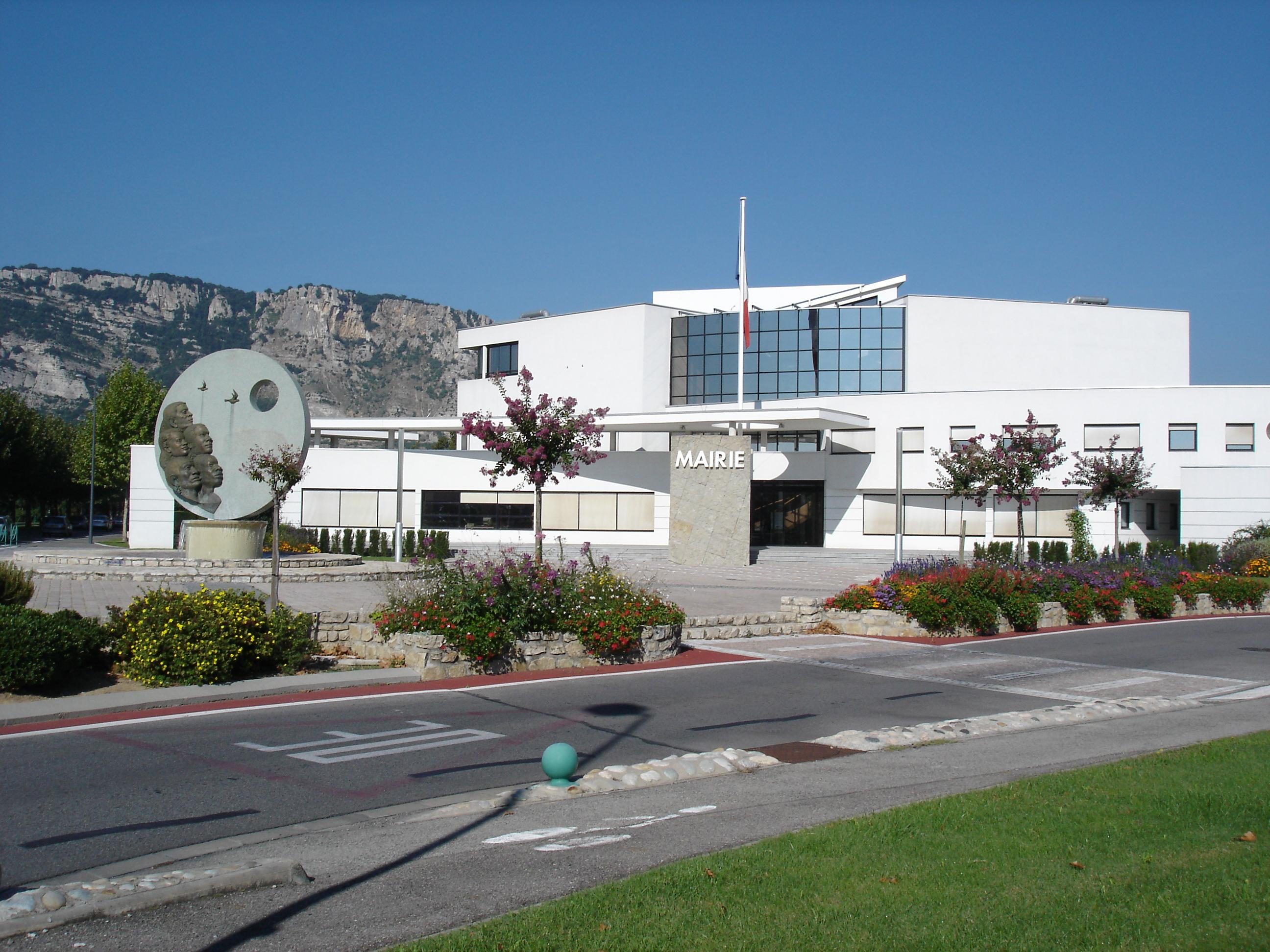
Mairie de Guilherand-Granges.

| Période           | Période           | Identité          | Étiquette     | Qualité                                                                              |
| ----------------- | ----------------- | ----------------- | ------------- | ------------------------------------------------------------------------------------ |
| 1944              | 1945              | Jean Paradis      |               |                                                                                      |
| 1945              | 1965              | Marcel Coulet     | SFIO          |                                                                                      |
| 1965              | 27 mars 1971      | Henri Chapelon    | SFIO puis PS  | Retraité EDF                                                                         |
| 27 mars 1971      | 14 mars 2008      | Henri-Jean Arnaud | RPR puis UMP  | Directeur de clinique Conseiller général (1982-2001) Député de l'Ardèche (1992-1997) |
| 14 mars 2008      | 29 septembre 2017 | Mathieu Darnaud   | UMP puis LR   | Assistant parlementaire Conseiller régional (2010-2014) Sénateur depuis 2014         |
| 29 septembre 2017 | en cours          | Sylvie Gaucher    | UDI puis LDVD | Directrice de la CIDFF de la Drôme Conseillère départementale                        |

### Jumelages
- Bad Soden-Salmünster (Allemagne) depuis 1996[27]
- Casalmaggiore (Italie)

## Population et société

### Démographie
L'évolution du nombre d'habitants est connue à travers les recensements de la population effectués dans la commune depuis 1793. Pour les communes de plus de 10 000 habitants les recensements ont lieu chaque année à la suite d'une enquête par sondage auprès d'un échantillon d'adresses représentant 8 % de leurs logements, contrairement aux autres communes qui ont un recensement réel tous les cinq ans,.

En 2022, la commune comptait 11 277 habitants, en évolution de +2,06 % par rapport à 2016 (Ardèche : +2,48 %, France hors Mayotte : +2,11 %).
| 1793 | 1800 | 1806 | 1821 | 1831 | 1836 | 1841 | 1846 | 1851 |
| ---- | ---- | ---- | ---- | ---- | ---- | ---- | ---- | ---- |
| 67   | 300  | 297  | 376  | 470  | 480  | 579  | 605  | 608  |

| 1856 | 1861 | 1866 | 1872 | 1876 | 1881 | 1886 | 1891 | 1896 |
| ---- | ---- | ---- | ---- | ---- | ---- | ---- | ---- | ---- |
| 606  | 592  | 572  | 541  | 554  | 568  | 571  | 592  | 644  |

| 1901 | 1906 | 1911 | 1921 | 1926  | 1931  | 1936  | 1946  | 1954  |
| ---- | ---- | ---- | ---- | ----- | ----- | ----- | ----- | ----- |
| 600  | 658  | 737  | 910  | 1 057 | 1 230 | 1 447 | 1 743 | 1 966 |

| 1962  | 1968  | 1975  | 1982  | 1990   | 1999   | 2006   | 2011   | 2016   |
| ----- | ----- | ----- | ----- | ------ | ------ | ------ | ------ | ------ |
| 4 433 | 7 226 | 8 966 | 9 556 | 10 492 | 10 707 | 10 716 | 11 101 | 11 049 |

| 2021   | 2022   | - | - | - | - | - | - | - |
| ------ | ------ | - | - | - | - | - | - | - |
| 11 203 | 11 277 | - | - | - | - | - | - | - |

### Enseignement
La commune est rattachée à l'académie de Grenoble.

### Santé
La commune de Guilherand-Granges possède sur son territoire une clinique et un laboratoire d'analyses médicales .

### Sports
- La commune est le point de départ et d'arrivée de la première journée de la course Classic de l'Ardèche 2022.
- Le Cardinals Volleyball est un club de Volley reconnu évoluant dans le championnat national[31],[32]. Créé le 11 avril 2012 par Gérald Martinon, Nelly Da Costa et Carine Rapine, le club est spécialisé dans l'initiation au Volleyball et à la performance. Depuis 2015, le club est labellisé "club formateur" [33] par la fédération française de Volleyball, fédération délégataire d'État. Sa base de jeu se situe au complexe sportif Jean François Lamour.

### Médias
La commune est située dans la zone de distribution de deux organes de la presse écrite :
- L'Hebdo de l'Ardèche

Il s'agit d'un journal hebdomadaire français basé à Valence et couvrant l'actualité de tout le département de l'Ardèche.
- Le Dauphiné libéré

Il s'agit d'un journal quotidien de la presse écrite française régionale distribué dans la plupart des départements de l'ancienne région Rhône-Alpes, notamment l'Ardèche. La commune est située dans la zone d'édition de Privas.

### Cultes

#### Culte catholique
La communauté catholique de Guilherand-Granges est rattachée à la paroisse « Saint-Pierre de Crussol », elle-même rattachée au diocèse de Viviers.

#### Culte protestant
Plusieurs établissements de cultes sont installées sur le territoire de la commune :
- Temple Protestant de Guilherand-Granges, avenue Georges Clemenceau[35].
- Église Chrétienne Evangélique, rue de Beauregard[36].
- Église Protestante Évangélique du Pays de Crussol, quartier des Croisières[37].
- Église Évangélique La Maison De Dieu, rue Alexandre Bottet[38].

## Économie
Guilherand-Granges dispose d'un tissu industriel dynamique et diversifié.

## Culture locale et patrimoine

### Lieux et monuments

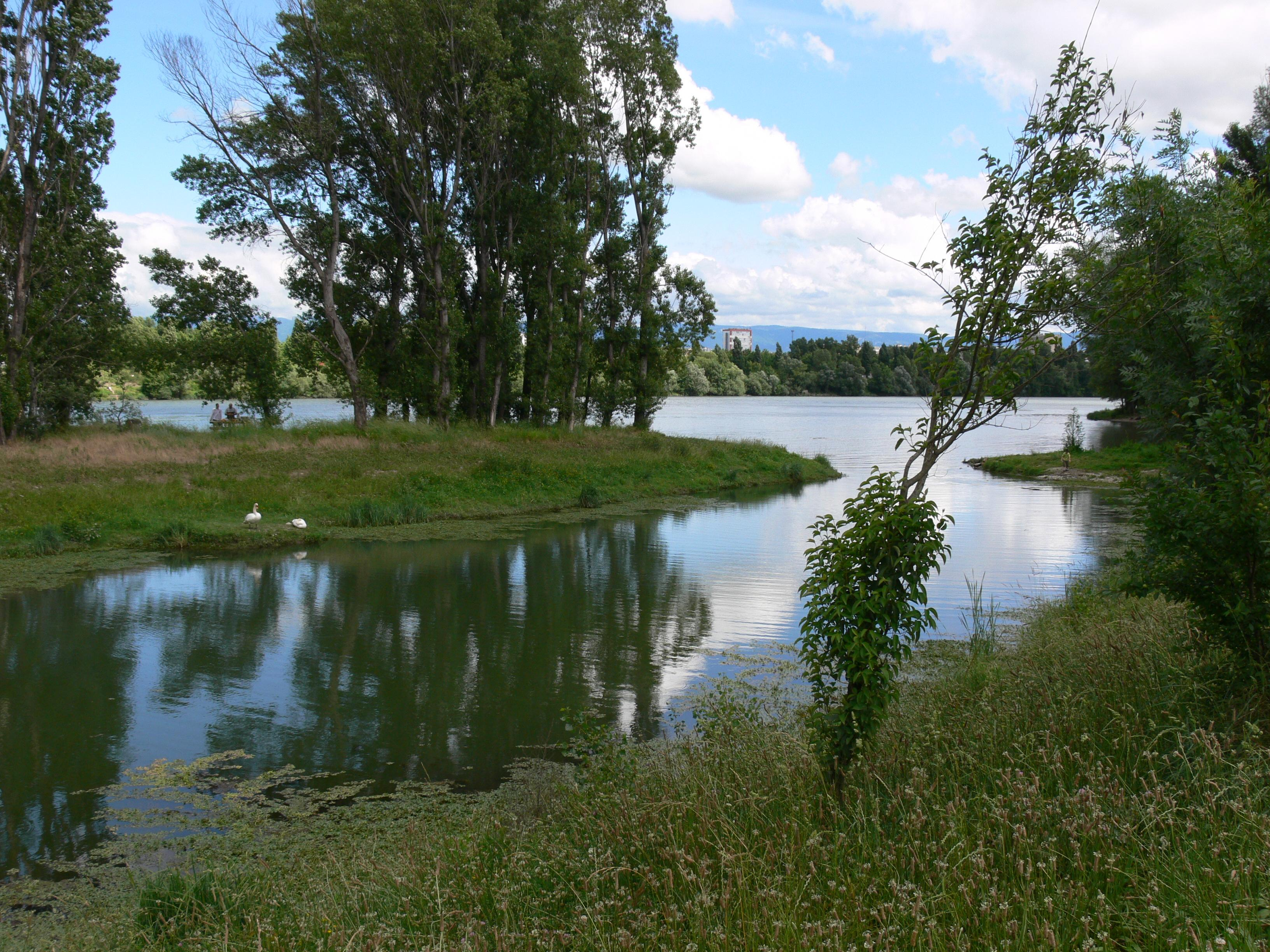
Une lône réhabilitée à Guilherand-Granges.

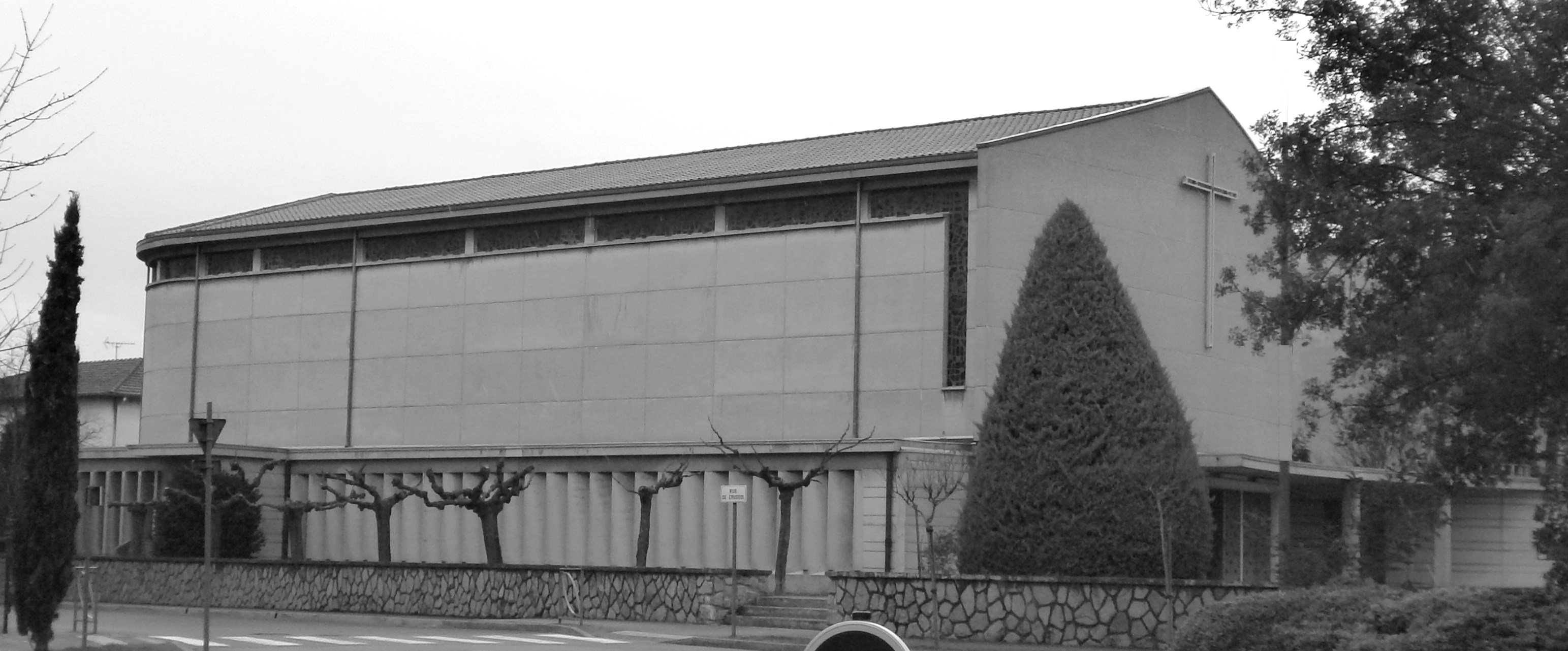
Église Sainte-Thérèse, extérieur.

- Pile de l'ancien bac à traille en bordure du Rhône ;
- Églises rattachées à la paroisse catholique Saint-Pierre de Crussol [40] :   Sainte-Eulalie au « village » (XIXe siècle) et Sainte-Thérèse aux « Granges » (XXe siècle) [41]. Elles ont été consacrées respectivement les 4 juillet 1858 et 9 juin 1963[42] ;

- Temple de l'Église protestante unie de France ouvert au culte en 1971[41].
- Monument aux morts communal. Situé à l'origine à proximité de la mairie, celui-ci a été déplacé dans un espace vert[43].

### Espaces verts et fleurissement
En 2015, la commune obtient le niveau « trois fleurs » au concours des villes et villages fleuris.

### Personnalités liées à la commune
- Jean Chièze (1898-1975), graveur et illustrateur ;
- Bernard Nayroles (1937-2019), mathématicien, professeur des Universités[45] ;
- Dominique Bathenay (né en 1954), footballeur ;
- Pascal Fugier (né en 1968), footballeur ;
- Benoît Peschier (né en 1980), kayakiste, champion olympique ;
- Julien Rochedy (né en 1988), essayiste et militant d'extrême droite ;
- Fiona Porte (née en 1989), traileuse française ;
- Jérôme Boyer (né en 1989), photographe et vidéaste français, commercialisant des clichés et vidéos sur les fétichismes dans 78 pays[46] ;
- Elena Faliez (1995-), mannequin, Miss Île-de-France 2023
- Margot Lambert (1999-), joueuse de badminton, championne d'Europe de badminton 2024 en double dames avec Anne Tran.
- Angèle Hug (2000-), kayakiste, vice championne olympique (Paris 2024).

### Héraldique
| Blason de Guilherand-Granges | Blason  | D’or à deux lettres capitales G adossées et enlacées de sinople. |
| Blason de Guilherand-Granges | Détails | Le statut officiel du blason reste à déterminer.                 |